# Ohlertidion
Ohlertidion es un género de arañas de la familia Theridiidae, orden Araneae. Fue descrito por el alemán Jörg Wunderlich en 2008.
Se distribuye por América del Norte y varios países de Europa.

## Especies
- Ohlertidion lundbecki  (Sørensen, 1898)
- Ohlertidion ohlerti  (Thorell, 1870)
- Ohlertidion thaleri  (Marusik, 1988)